# Anahim Hotspot
Koordinaten: 52° 55′ 48″ N, 123° 43′ 48″ W
Der Anahim Hotspot ist ein hypothetischer Hotspot im Inneren der kanadischen Provinz British Columbia. Er wurde infolge theoretischer Überlegungen und wissenschaftlicher Untersuchungen als mögliche Quelle für den Vulkanismus im Anahim-Vulkangürtel vorgeschlagen, einer 300 km langen Kette von Vulkanen und anderer magmatischer Objekte, die einer Erosion ausgesetzt waren und sind. Diese Kette erstreckt sich von der Gemeinde Bella Bella im Westen bis nahe an die kleine Stadt Quesnel im Osten. Während die meisten Vulkane durch geologische Aktivitäten an den Grenzen tektonischer Platten entstanden, ist der Anahim Hotspot Hunderte von Kilometern von der nächstgelegenen Plattengrenze entfernt.
Der Hotspot wurde erstmals in den 1970er Jahren von drei Wissenschaftlern erörtert, welche die klassische Hotspot-Theorie von John Tuzo Wilson zugrunde legten. Diese Theorie nimmt an, dass eine einzelne, lokal fixierte Mantelplume Vulkane hervorbringt, die anschließend, von ihrer Quelle durch die Bewegung der (in diesem Fall Nordamerikanischen) tektonischen Platte abgeschnitten, zunehmend an Aktivität verlieren und im Laufe von Jahrmillionen schließlich erodiert werden. Eine neuere Theorie, 2001 durch die Geological Society of America veröffentlicht, geht davon aus, dass der Anahim Hotspot durch eine Plume aus dem oberen Erdmantel gespeist sein könnte, und weniger durch eine tiefsitzende Plume wie die von Wilson angenommene. Seitdem haben tomografische Verfahren eine (anomale) Zone langsamer Schergeschwindigkeit (engl. low-velocity zone) identifiziert, die eine hebende Plume in ungefähr 400 km Tiefe anzeigt. Diese Messungen könnten jedoch die wahren Verhältnisse unterschätzen, da die Anomalie aus größerer Tiefe stammen könnte.
Der Vulkanismus steht seit frühestens 14,5 Millionen Jahren mit dem Anahim Hotspot im Zusammenhang; die letzte Eruption fand in den letzten 8.000 Jahren statt. Diese vulkanische Aktivität erzeugte Gesteine, welche eine bimodale Verteilung der Zusammensetzung aufweisen. Während diese Gesteine abgelagert wurden, fiel der Hotspot mit Perioden von Extensionen der Erdkruste und tektonischen Hebungen zusammen. Die Aktivität in jüngerer Zeit beschränkte sich auf Erdbeben und den Ausstoß vulkanischer Gase.

## Theorien

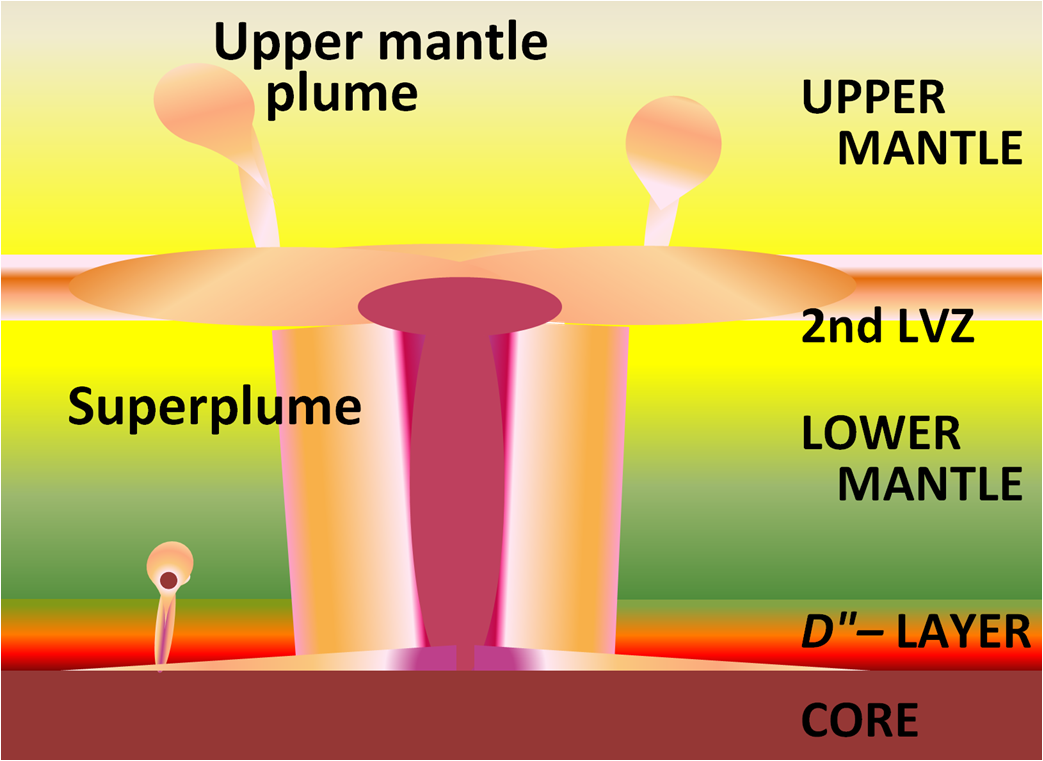
Skizze der mehrdimensionalen Natur einer Mantel-Plume, welche die Schaffung einer sogenannten Superplume in der D″-Schicht des unteren Erdmantels und die Erzeugung von Plumen im oberen Erdmantel aus der Schicht niedriger Viskosität unterhalb von 670 km einbezieht.

Tektonische Platten bündeln an ihren Grenzen Deformation und Vulkanismus. Der Anahim Hotspot ist jedoch etwa 500 km von der nächstgelegenen Plattengrenze entfernt. Bei der Untersuchung des Anahim-Vulkangürtels 1979 nutzten die kanadischen Geologen Mary Bevier, Richard Armstrong und Jack Souther die Hotspot-Theorie, um zu erklären, dass diese vulkanische Zone von normalen Bedingungen weit entfernt sei. Die Theorie wurde erstmals 1963 durch den kanadischen Geophysiker John Tuzo Wilson aufgestellt, um die Entstehung der Hawaii-Inseln erklären zu können.

### Wilsons Theorie der stationären Hotspots
Wilson schlug 1963 vor, dass unter der Erdoberfläche kleine, langlebige, außerordentlich heiße magmatische Gebiete existieren; diese Hitzezentren schaffen thermisch aktive Mantel-Plumen, welche wiederum eine langanhaltende vulkanische Aktivität unterhalten. Dieser „Vulkanismus inmitten einer Platte“ schafft Berge, die über die umgebende Landschaft aufragen. Die Tektonik veranlasst die lokal vorhandene tektonische Platte (im Falle des Anahim Hotspot die Nordamerikanische), langsam über den Hotspot zu gleiten und die Vulkane mit sich zu nehmen, ohne die Plume zu beeinflussen. Im Verlauf von Hunderten oder Tausenden von Jahren wird die Zufuhr von Magma zum Vulkan langsam abgeschnitten und geht schließlich ganz verloren. Da der Vulkan nicht länger aktiv genug ist, um der Erosion entgegenzuwirken, wird er langsam (ggf. vollständig) abgetragen. Wenn sich der Zyklus wiederholt, manifestiert sich ein neues vulkanisches Zentrum, und ein neuer Vulkan entsteht. Der Prozess setzt sich fort, bis die Mantel-Plume kollabiert.
Dieser Zyklus von Wachstum und Inaktivität reiht Vulkane über Jahrmillionen hinweg aneinander und hinterlässt eine Kette vulkanischer Berge und Intrusionen, die von der Küste von British Columbia quer durch die Coast Mountains bis ins Interior Plateau reicht.:114,131‒136 Entsprechend Wilsons Theorie sollten die Vulkane des Anahim-Gürtels zunehmend älter und erodierter sein, je weiter sie vom Hotspot entfernt sind. Dies ist leicht zu erkennen. Die ältesten Gesteine an der Küste von British Columbia, die Gale-Passage-Dyke-Schwärme, sind etwa 14,5 Millionen Jahre alt und stark erodiert, wogegen das Gestein am Nazko Cone, das heutige Zentrum des Hotspots, mit 0,34 Millionen Jahren oder jünger vergleichsweise jung sind. Eine Radiokarbondatierung von Torf direkt über und unter einer Tephra-Schicht, die sich über 4 km vom Nazko Cone aus erstreckt, legt nahe, dass dessen letzte Eruption vor etwa 7.200 Jahren mit starkem Ausstoß von Kohlendioxid erfolgte.

Relativer Weg des Anahim Hotspot über die letzten 14,5 Millionen Jahre hinweg

Geophysiker glauben, dass Hotspots an einer oder zwei Hauptgrenzen tief in der Erde entstehen, entweder in einer flachen Zwischenschicht im unteren Erdmantel zwischen einer Konvektionsschicht im oberen Mantel und einer tiefer gelegenen Schicht, die nicht der Konvektion unterliegt, oder der noch tiefer gelegenen D″-Schicht, die etwa 200 km dick ist und unmittelbar oberhalb der Kern-Mantel-Grenze liegt. Eine Mantel-Plume würde an der Zwischenschicht entstehen, wenn die wärmere, tiefere Schicht einen Teil der kühleren, oberhalb gelegenen Schicht aufheizte. Dieser erhitzte, schwimmende und  weniger viskose Teil der oberen Schicht würde aufgrund der Wärmeausdehnung an Dichte abnehmen und als Rayleigh-Taylor-Instabilität zur Oberfläche aufsteigen.:17,324 Wenn die Mantel-Plume die Basis der Lithosphäre erreicht, wird diese durch die Plume erhitzt und aufgeschmolzen. Danach bahnt sich dieses Magma seinen Weg zur Erdoberfläche, wo es als Lava ausgestoßen wird.
Argumente für die Validität der Hotspot-Theorie zielen im Allgemeinen auf die stetige Alterszunahme der Anahim-Vulkane und gleichartiger Objekte. So gibt es am Yellowstone Hotspot einen Trend der ostwärtsgerichteten Verjüngung, der sich über 1400 km nach Südosten verfolgen lässt. Das Vorhandensein zweier solcher Hotspot-Spuren auf demselben Kontinent und ihre prinzipielle Übereinstimmung bietet eine einzigartige Möglichkeit, die Bewegung der Nordamerikanischen Platte zu beurteilen und zu überprüfen.:1,2,4,5,8,9,18‒20,22‒25

### Theorie des oberflächennahen Hotspots
Eine andere Hypothese besagt, dass der Anahim Hotspot durch eine Miniplume gespeist wird. Diese Mantel-Plumen haben ihre Wurzeln im oberen Erdmantel, können später jedoch auch aus dem unteren Erdmantel stammen. Argumente für eine Miniplume im Anahim Hotspot konzentrieren sich auf die Existenz zweier kleiner Dyke-Schwärme am westlichen (und folglich ältesten) Ende des Anahim-Vulkangürtels. Diese Annahme beruht wiederum auf der Beobachtung, dass riesige Dyke-Schwärme die Ankunft tiefliegender Mantel-Plumen markieren.

## Forschungsgeschichte
Jack Souther erstellte 1977 eine Synthese des Vulkanismus in der kanadischen Kordillere und beschrieb verschiedene neogene bis quartäre Vulkangürtel in ganz British Columbia. Einer davon war der lineare Anahim-Vulkangürtel, zu welchem auch das Wells Gray-Clearwater-Vulkanfeld an seinem östlichen Ende gehört.:171,172 Sein Ursprung ist allerdings noch nicht geklärt. Zwei vulkanisch-tektonische Modelle wurden 1979 von Jack Souther, Mary Bevier und Richard Armstrong vorgeschlagen. Diese enthielten einen Hotspot und einen fortschreitenden Bruch, der durch ein Spannungsfeld gesteuert wird, welches im Zusammenhang mit der großräumigen Plattentektonik des westlichen Nordamerika steht.

Querschnittsdiagramm des inneren Aufbaus der Erde

Garry C. Rogers von der Geological Survey of Canada vermutete 1981, dass Schwarmbeben am McNaughton Lake (heute Kinbasket Lake) mit dem Anahim Hotspot zusammenhängen könnten. Rogers beobachtete, dass wenn die Seismizität in Beziehung zu einem Hotspot steht, die Oberflächen-Expression 100 km hinter der Passage des Hotspots zum Ausdruck kommt. Eine von Rogers ins Spiel gebrachte alternative Theorie besteht darin, dass wenn der Anahim Hotspot unter dem Wells Gray-Clearwater-Gebiet läge, das den Hotspot umgebende Spannungsfeld diesem etwa 100 km vorauseilen müsste.
Die kanadische Vulkanologin Catherine Hickson deckte 1987 auf, dass das Wells Gray-Clearwater-Vulkanfeld nicht Teil des Anahim-Vulkangürtels ist, sondern eher ein eigenständiges vulkanisches Zentrum, das höchstwahrscheinlich ein Gebiet lithosphärischer Dekompressionsschmelze repräsentiert, das durch Rifting entlang einer zuvor existenten Verwerfung verursacht wird. Das Wells Gray-Clearwater-Vulkanfeld wird seither nicht als zum Anahim-Vulkangürtel zugehörig angesehen, und der  Anahim Hotspot wird nicht mehr im Gebiet des Nazko Cone vermutet.
Die Existenz eines Anahim Hotspot wurde mit einem detaillierten Bericht im Bulletin of Volcanology von Kuehn et al. (2015) unterstützt. Dazu gehören neue geochemische und chronostratigraphische Daten für die Vulkanfelder am Baldface Mountain und am Satah Mountain sowie für den Nazko Cone. Die gewonnenen Daten weisen nach, dass der Vulkanismus in den beiden Gebieten zeitgleich mit dem benachbarten Schildvulkan Itcha Range stattfand, und dass beide Vulkanfelder mit der Bewegungsrichtung der nordamerikanischen Platte über einen Hotspot im British Columbia Interior übereinstimmen. Es wurde gleichfalls festgehalten, dass die Muster der Spurenelemente und der Seltenen Erden der mafischen Laven im Anahim-Vulkangürtel den ozeanischen Inselbasalten ähnlich sind, was stärker für einen Hotspot spricht.

## Charakteristik

### Lage
Örtlich hochauflösende tomografische Daten zeigen eine mögliche Plume im unteren Erdmantel und Empirische Evidenz für einen See von Plumen-Material aufgrund einer großen Zone geringer Schergeschwindigkeit im oberen Erdmantel. Diese Zonen geringer seismischer Geschwindigkeit zeigen heißeres und eher schwimmendes Mantelmaterial an. Die Zone geringer Schergeschwindigkeit wird an beiden Seiten flankiert von Hochgeschwindigkeits-Anomalien mit variabler Amplitude. Im Norden können hohe Geschwindigkeiten die Überreste batholitischer Wurzel widerspiegeln, die sich vor  150 bis 50 Millionen Jahren als Ergebnis fortlaufender Subduktion entlang des nördlichen Kontinentalrandes bildeten. Hohe Geschwindigkeiten im Süden repräsentieren das in Subduktion befindliche Juan-de-Fuca-Schollen-Fenster. Zentriert nahe dem Nazko Cone erstreckt sich die Zone niedriger Geschwindigkeit bis zu einer Tiefe von etwa 400 km. Sie könnte jedoch südwärts nahe dem Juan-de-Fuca-Schollen-Fenster noch tiefer durch die Mantelübergangszone hindurch in den unteren Erdmantel reichen. Dies führte zu der Schlussfolgerung, dass der Anahim Hotspot durch eine Mantel-Plume über einem Strom über eine Fenster-Kante gespeist sein könnte. Untersuchungen der Isotope von Blei und Strontium in den Laven des Anahim-Vulkangürtels zeigen die Anwesenheit des subozeanischen Mantels unter dem zentralen British Columbia, welche andererseits das Fehlen eines in Subduktion befindlichen Schollen-Fensters unter dem Anahim-Vulkangürtel seit dem Miozän bekräftigen.

### Bewegung
Einzelne Vulkane treiben vom Hotspot aus mit einer Rate von 2–3 cm pro Jahr in Richtung Südwesten, wobei jedes aufeinanderfolgende vulkanische Zentrum während zwei Millionen Jahren aktiv mit der Plume in Kontakt bleibt. Der älteste Anahim-Vulkan an der Central Coast von British Columbia entstand vor 14,5 Millionen Jahren. Wenn ein Objekt schon zuvor vor der Küste in Gestalt eines Tiefseeberges existiert haben sollte, wäre es vermutlich inzwischen mit der Farallon- bzw. der Juan-de-Fuca-Platte unter Nordamerika subduziert worden und verloren gegangen. Es bleibt daher unbekannt, ob der Hotspot bereits im Pazifik existiert hat, bevor er durch die anhaltende Plattenbewegung unter die Nordamerikanische Platte geriet. Die geologischen Kartierungen und geochemische Untersuchungen in der Vergangenheit legen jedoch die Anwesenheit gewaltiger Plutone im Kontinentalschelf vor der Küste nahe. Diese vermuteten Gesteinskörper liegen mit dem sich nach Nordosten erstreckenden Anahim-Vulkangürtel in einer Flucht, dessen zunehmendes Alter nahelegt, dass die vermuteten Plutone im Meer aus dem Miozän stammen könnten. Ein früher verschobener Teil der Hotspot-Spur könnte auf Haida Gwaii als Teil der sogenannten Masset Formation existieren. Es sind jedoch noch weitere Untersuchungen der Masset-Vulkanite erforderlich, um zu bestimmen, ob sie in Zusammensetzung und Isotopen-Verhältnissen den alkalischen Laven auf dem Festland ähnlich sind.:67,69

### Magma

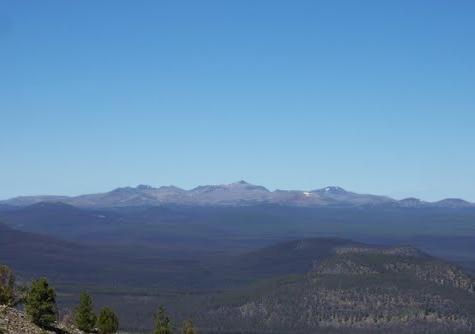
Die Itcha Range von Süden betrachtet mit einem bewaldeten Vulkankegel im Vordergrund

Die Zusammensetzung des Magmas der Vulkane hat sich im Verlauf der Zeit deutlich verändert, so wie sie über den Hotspot hinausgewachsen sind und von diesem entfernt wurden. Die vulkanische Aktivität im Zeitraum von vor 14,5 bis vor 3,0 Millionen Jahren war vorherrschend felsisch und produzierte große Volumina rhyolithischer und trachytischer Lava. Das kann mit der Anwesenheit dicker granitischer Strukturen unter den Vulkanen erklärt werden, welche tektonischen Druckspannungen nahe der Grenze der Nordamerikanischen Platte ausgesetzt waren. Ein einzigartiges Merkmal felsischer Lavaströme besteht darin, dass sie trotz hohen Silikat-Gehalts extrem flüssig sind. Dies rührt daher, dass der peralkaline Gehalt dieser felsischen Laven die Viskosität der Ströme um den Faktor 10–30 unter den von kalk-alkalischen felsischen Strömen senkte. Evidenz für explosive Eruptionen existiert in Form von Bims-Strömen, eingebetteten Tuffen, intensiv zersplittertem Grundgestein und hohem Gehalt  klastischen Grundgesteins in rhyolithischen Brekzien.
Die Magmaproduktion des Anahim Hotspot hat sich in den letzten drei Millionen Jahren von eher felsischen zu eher mafischen Zusammensetzungen verändert. So war zum Beispiel ein Großteil des zwischen vor 3,0 und vor 0,33 Millionen Jahren geschaffenen Magmas magmatischer Phonolith, Trachyt, Trachyandesit, Basalt und Basanit; die in dieser Zeit entstandenen Vulkane bestehen fast vollständig aus diesen Gesteinstypen. Andere magmatische Gesteine wie Phonotephrit sind in geringerem Umfang vorhanden; diese kommen im Satah-Mountain-Vulkanfeld vor. Die Vulkanausbrüche der vergangenen 0,33 Millionen Jahre waren hauptsächlich basanitisch und ereigneten sich am jüngsten eruptiven Zentrum, dem Nazko Cone. Die bei diesen Ausbrüchen produzierten Basanite sind deutlich stärker untersättigt als die Basalte der älteren Anahim-Vulkane im Westen und könnten eine Ostwärts-Verlagerung hin zu einer tieferen und weniger erschöpften Mantel-Quelle anzeigen. Die chemische und mineralogische Zusammensetzung des Anahim-Magmas ist analog zu anderen Regionen mit beginnendem kontinentalem Rifting über einer Mantel-Plume.

## Vulkane
In den letzten 14,5 Millionen Jahre schuf der Anahim Hotspot mindestens 40 Vulkane. Zu diesen Zentren gehört der Anahim-Vulkangürtel, eine der sechs neogen–quartären vulkanischen Provinzen in British Columbia. Der Anahim-Vulkangürtel kann in drei Gruppen eingeteilt werden: einen westlichen Abschnitt, welcher auf Überreste ausgestoßener Brekzie, hochrangiger Plutone und Dyke-Schwärme reduziert ist; einen zentralen Abschnitt, welcher vorherrschend aus Schildvulkanen besteht; und einen östlichen Abschnitt, welcher verschiedene kleine Schlackenkegel umfasst und der Ort der gesamten modernen vulkanischen Aktivität ist.

### Vulkanische Besonderheiten

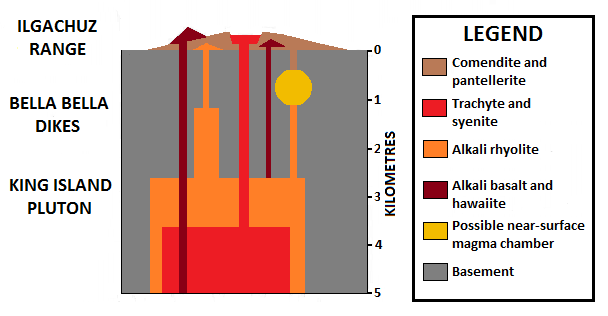
Tiefenbeziehungen und Korrelationen der Zusammensetzung plutonischer, subvulkanischer und vulkanischer Gesteine, die im westlichen Anahim-Gürtel exponiert sind

Die Anahim-Vulkane werden in drei Typen gruppiert: Vulkankegel, Schildvulkane und Lavadome. Die Schilde sind durch ihre gewaltige Größe (Hunderte von Kubikkilometern) und ihre symmetrische Gestalt gekennzeichnet. Sie bilden den hervorstechendsten der drei Vulkan-Typen, von denen die Rainbow Range mit etwa 2500 m die höchste Erhebung bildet. Ihre äußeren Hänge verschmelzen mit den älteren, ebenen Basaltströmen der Chilcotin Group, welche einen großen Anteil des Interior Plateau bedeckt. Die häufigeren Lavadome und Vulkankegel sind viel kleiner (weniger als einen Kubikkilometer). Zu ihnen gehören zwei ausgedehnte Vulkanfelder in der Umgebung der Itcha Range.
Obwohl viele Anahim-Vulkane von den Basaltströmen der Chilcotin Group umgeben sind, ist die genaue Art der Beziehungen unbekannt. Es ist unwahrscheinlich, dass die Anahim-Vulkane je die Quelle für die Chilcotin-Basalte waren, weil sie eine ganz andere transitional geochemische Zusammensetzung aufweisen. Die Chilcotin Group wird als Backarc-Erweiterung der Cascadia-Subduktionszone angesehen.

### Evolution und Entstehung
Jeder Vulkantyp, der über dem Anahim Hotspot entstand, hat seinen eigenen Lebenszyklus von Aufbau und Erosion. Vulkankegel haben ihren Ursprung in der Anhäufung von Tephra rund um Vulkanschlote während Strombolianischer Eruptionen. Sie bestehen aus Trachyt, Trachyandesit, Basalt, Phonolith, Basanit und zu einem geringeren Teil aus Phonotephrit. Im Gegensatz dazu entstanden Lavadome hauptsächlich durch viskoses trachytisches Magma, das effusiv an die Oberfläche gebracht wurde und dann Pfeiler rund um die Vulkanschlote aufbaute. Wenn man die allgemein geringen Ausmaße dieser beiden Vulkantypen in Betracht zieht, sind sie wahrscheinlich die Ergebnisse episodischer und kurzlebiger Aktivitäten. Größere Strukture wie der Satah Mountain, der Baldface Mountain und der Mount Punkutlaenkut sind Ausnahmen. Sobald die Aktivitäten endeten, verringerte die anschließende Erosion die Größe der Kegel und Dome bis zu Vulkan-Überresten wie Schlotpfropfen.
Schildvulkane unterliegen mindestens zwei Phasen der vulkanischen Aktivität. Die initiale Schild-Phase ist vulkanisch am produktivsten und erzeugt wiederholte Eruptionen großer Volumina vorwiegend flüssiger peralkaliner felsischer Magmen, die sich zunehmend weiterentwickelten. Während dieser Phase können kleine Calderen am Gipfel entstehen wie im Fall der Ilgachuz Range. Nach Abschluss der Schild-Phase, schließt sich die Post-Schild-Phase an. Diese Aktivitätsphase ist durch kleine Volumina mafischer Laven charakterisiert, die in kleinen Schlackenkegeln und abschließenden Lavaströmen zu erkennen ist. Die Teilung der Schilde durch Fließgewässer-Erosion ist offensichtlich, wodurch tief eingeschnittene radiale Täler entstanden sind.
Langanhaltende Erosion beseitigt anschließend die meisten, wenn nicht alle Spuren des Vulkans, um ihre darunter liegenden erstarrten Magmasysteme an die Oberfläche zu bringen. Solche Systeme können 1 bis 4 km unter der Oberfläche liegen; ihre Gesteine sind subvulkanisch bis plutonisch. Die Freilegung des King Island Pluton und der Bella-Bella- und Gale-Passage-Dyke-Schwärme sind hervorragende Beispiele dieser Phase der Erosion.

## Tektonische Historie

### Dehnungs-Tektonik

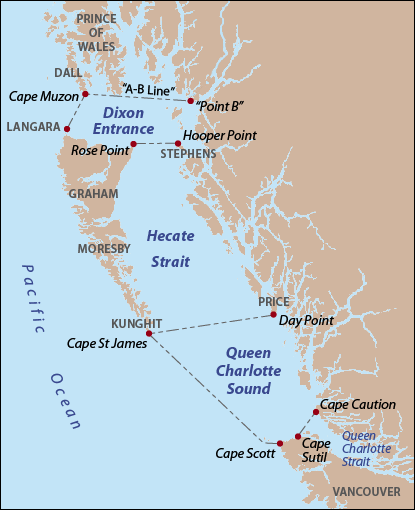
Der Queen Charlotte Sound wie von BC Geographical Names definiert einschließlich Hecate-Straße und Dixon Entrance.

Rifting und Krusten-Dehnung im Queen Charlotte Sound bis vor etwa 17 Millionen Jahren waren mit der Passage des Anahim Hotspots im Untermiozän verknüpft. Yorath und Chase schlugen 1981 vor, dass die Schmelze unterhalb der Erdkruste über der Anahim-Plume mit einer Schwächung der regionalen Kruste endete, welche die Phase der Grabenbruch-Entwicklung darstellt. Später erzeugte weitverbreiteter Vulkanismus Ströme aus subaerischem Basalt und Rhyolith in der Region des Grabenbruchs und entlang der Blattverschiebungen, die sich nach Nordwesten erstrecken. Haida Gwaii wurde ungefähr 70 km nach Norden verschoben, entlang einer Serie von Verwerfungen, die sich durch die Gemeinde Sandspit und die Louscoone Islet ziehen. Diese Periode von Rifting und Krustendehnung trug zur Bildung des Queen-Charlotte-Beckens bei.
Während sich der Grabenbruch entwickelte, breitete sich eine Transformstörung nordwärts vom landseitigen Ende des Grabenbruchs aus. So eine Transformstörung könnte ähnlich wie das Verwerfungssystem im Golf von Kalifornien und an der San-Andreas-Verwerfung im US-Bundesstaat Kalifornien ausgesehen haben. Diese Verhältnisse können nur für wenige Jahrmillionen existiert haben, um die 70 km der Öffnung im Grabenbruch zu erzeugen. Andererseits könnte der Haida-Gwaii-Block nur teilweise an die ozeanische Platte während einer Periode der indirekten Annäherung gebunden gewesen sein. Bathypelagiale Sedimente, vielleicht nur 15 Millionen Jahre alt, wurden während des Riftings oder danach in der Riftzone abgelagert als sie am Anahim Hotspot vorüberzog.:4

### Hebung
Beginnend vor etwa 10 Millionen Jahren passierte der Anahim Hotspot die Region Bella Coola–Ocean Falls.:83,120,121 Dies fiel mit einer verstärkten regionalen Hebung der südlich-zentralen Coast Mountains zusammen. Nachdem der Hotspot vor 8 Millionen Jahren das Chilcotin Plateau erreicht hatte, schwächte sich die Hebung ab. Dies legt nahe, dass die Hebung thermisch durch den Anahim Hotspot getrieben gewesen sein könnte, welcher die Lithosphäre dünner machte und Änderungen im Wärmetransport unterhalb der Kruste und an der Oberfläche hervorrief.:2 Während der Anwesenheit des Hotspots unter den südlich-zentralen Coast Mountains über einen Zeitraum von wenigen Jahrmillionen wurde etwa ein Kilometer der Hebung erzeugt.

### Wechselbeziehungen zwischen Hotspot und Verwerfungen
Der Anahim Hotspot war in einer komplexen Region des Chilcotin Plateau vor 3,9 bis 1,4 Millionen Jahren anwesend. Diese Komplexität könnte die Wechselwirkungen des Hotspots mit älteren Bruchsystemen verstärkt haben, sodass Magma entlang von Abschiebungen aufsteigen und so eine 50 km lange nord-süd-gerichtete Kette von Vulkanen erzeugen konnte. Die Itcha Range entwickelte sich direkt über der Schnittstelle, wogegen das Satah-Mountain-Vulkanfeld sich eher entlang der entfernten Teile des Bruchsystems und abseits der Itcha Range entwickelte. Ein Fehlen ausgedehnter Vulkanfelder in Nachbarschaft der angrenzenden Ilgachuz Range und Rainbow Range könnte die Abwesenheit von Bruchsystemen anzeigen, die mit diesen Vulkanen in Zusammenhang stehen.

## Historische Aktivität
Vulkanausbrüche in historischer Zeit sind vom Anahim Hotspot nicht bekannt. Seit 2007 wurden jedoch durch vulkanische Aktivität bedingte Erdbeben und Kohlendioxid-Emissionen in der Umgebung des Nazko Cone aufgezeichnet. Das Fehlen von Hinweisen auf historische seismische Aktivität vor 2007 legt nahe, dass das Gebiet tektonisch stabil ist, und macht das Nechako Basin zu einem der seismisch inaktivsten Gebiete in British Columbia.

### Seismizität
Vom 9. Oktober 2007 bis zum 15. Mai 2008 erschütterten Erdbeben mit einer Magnitude von bis zu 2,9 das Nechako Basin etwa 20 km westlich des Nazko Cone. Die meisten davon traten in einer Tiefe von 25 bis 31 km auf, was anzeigt, dass sie ihren Ursprung in der untersten Erdkruste hatten. Die Analyse der seismischen Wellen legt nahe, dass das Schwarmbeben durch Sprödbrüche des Gesteins aufgrund von Eindringen von Magma verursacht worden ist. Ein Vulkanausbruch war unwahrscheinlich, weil die Zahl und die Stärke der Erschütterungen zu klein waren. Ungeachtet dessen legen die Erdbeben nahe, dass der Anahim Hotspot seismisch aktiv ist, und das geringe Magma-Bewegungen weiterhin möglich sind.:18 Obwohl diese Erdbeben zu schwach waren, um gespürt werden zu können, erregten sie doch lokal große Aufmerksamkeit, da sie eine bedeutende Konzentration seismischer Aktivität im Anahim-Vulkangürtel repräsentierten.

### Kohlendioxid-Emissionen
Lebhafter Ausstoß von Kohlendioxid ereignet sich an verschiedenen Schloten in zwei Sümpfen nahe dem Nazko Cone. Diese Schlote sind im Grunde kleine isolierte Travertin-Öffnungen an der Oberfläche der Sümpfe. Eine Öffnung mit einem teilweise untergetauchten Schlot wurde 2013 mit einem stetigen Kohlendioxid-Fluss identifiziert. Mehrere neue Schlote ohne Travertin-Öffnungen entließen 2015 Kohlendioxid.:11 Die Analyse des Kohlenstoff-Isotops 13C im Kohlendioxid legt eine magmatische Quelle nahe. Dies führte zu der Annahme der Existenz eines Geothermalgebiets, was durch Geoscience BC als Teil des Projekts Targeting Resources for Exploration and Knowledge (dt. etwa „Auf Ressourcen für Erkundung und Erkenntnis zielen“) untersucht wurde. Das Fehlen von Thermalquellen und das Vorhandensein von Geothermie an der Oberfläche legen nahe, dass die Wärmequelle des Systems sehr tief im Untergrund verborgen ist.

## Gefährdungen
Der Anahim Hotspot liegt in einer abgelegenen Gegend, die durch ein Netzwerk von Forststraßen von Quesnel am Highway 97 aus erschlossen wird. Aufgrund dessen ist der Hauptteil der unmittelbaren Gefährdung, die im Zusammenhang mit künftigen Eruptionen steht, nur von lokalem Interesse. Obwohl die Gegend nicht dicht besiedelt ist, gibt es hier doch forstwirtschaftliche Aktivitäten und die kleine Gemeinde Nazko. Das Vorhandensein von verbranntem Holz in der Tephra des Nazko Cone legt nahe, dass das Gebiet durch Waldbrände gefährdet ist, die durch Vulkanausbrüche ausgelöst werden. Bei Entstehen einer Eruptionssäule würde auch der örtliche Luftverkehr unterbrochen. Vulkanasche reduziert die Sicht und kann Schäden an Triebwerken und anderen Systemen der Flugzeuge verursachen. Neuerlicher Vulkanismus führt möglicherweise zur Entstehung mafischer Schlackenkegel; das letzte solche Ereignis war der Ausbruch des Nazko Cone vor 7200 Jahren. Der Ausstoß weniger mafischen Magmas wie er für die frühere Aktivität des Anahim Hotspot typisch war, kann jedoch nicht ausgeschlossen werden.